# Rozalén
María de los Ángeles Rozalén Ortuño (Albacete, 12 juin 1986), connue sous le nom de scène de Rozalén, est une chanteuse et guitariste espagnole.

## Biographie
Elle grandit à Letur.
Elle étudie la psychologie à l'Université de Murcie où elle a obtenu un master en musicothérapie.
Elle a collaboré avec des organisations sociales et ONG comme Plan Internacional, AECC ou Fundación Vicente Ferrer.
En 2019, elle participe à l'hommage officiel en mémoire de la résistante Elisa Garrido, républicaine espagnole héroïne de la Seconde Guerre mondiale, déportée à Ravensbrück, titulaire de la Légion d'Honneur. 

## Discographie
- Con derecho a…, 2013
- Quién me ha visto... , 2015
- Cuando el río suena... , 2017
- El árbol y el bosque, 2020
- Matriz, 2022

Singles
- 80 veces, 2013
- Comiéndote a besos, 2013
- Saltan chispas, 2014
- Vuelves, 2015
- Ahora, 2015
- Será mejor, 2016
- Girasoles, 2017
- La puerta violeta, 2017
- Antes de verte, 2018

## Livres
- Cerrando puntos suspensivos, 2018

## Distinction
- Goyas 2021 : meilleure chanson originale avec Que no, que no pour Le Mariage de Rosa (La boda de Rosa) de Icíar Bollaín[5]